# Flight Design CT
Flight Design CT je družina dvosedežnih enomotornih ultralahkih letal nemškega proizvajalca Flight Design (Flightdesign Vertrieb). Družina obsega modele CT, CT2K, CTSW, CTLS in novi MC.
Vsa letala imajo 80-konjske motorje Rotax 912UL ali pa 100-konjske Rotax 912ULS. Vsi motorji so konfiguracije vlačilec (traktor).
Letala so grajena večinoma iz kompozitnih materialov iz ogljikovih vlaken. To omogoča dobro aerodinamiko in velik uporaben tovor.
Na letala se lahko namesti balistično reševalno padalo (BRS).

## Verzije
CT
Composite Technology - originalni model, proizvodnja se je začela leta 1997.
CT2K
Izboljšana druga generacija, predstavljena leta 1999.
CTSW
Short Wing je kratkokrilna verzija letala CT2K, za večjo potovalno hitrost.
CTLS
Light Sport je bila predstavljena leta 2008, je izboljšana verzija CTSW.
MC
Metal Concept je CT-LS, ki je večinoma grajen iz jeklenih cevi in aluminija. Predstavljen je bil julija 2008. Ima 50 kg manjšo nosilnost in precej manjši doseg.
CTLS-Lite
je verzija letala CTLS z manj opreme, manjšo težo in 20.000 USD nižjo ceno.
CTHL
High Lift je verzija za vleko jadralnih letal, lahko se uporablja tudi kot vodno letalo s plovci. Ima močnejši turbopolnjeni 115 KM Rotax 914, večjo površino kril in balistično reševalno padalo. Cena je za 14.000 USD višja od CTLS.
CTLE
Law Enforcement je verzija za policijsko patruliranje.
CTLSi
Verzija letala CTLS, predstavljena leta 2012, poganja jo 115-konjski Rotax 912 iS. Ima 21 % manjšo porabo goriva. Cena je za 12.800 USD višja od osnovnega modela.
CT Supralight
Je microlight verzija z bruto težo 472,5 kg.

## Tehnične specifikacije (CTSW)
Podatki iz Flight Design
Splošne značilnosti
- Posadka: 1
- Število sedežev: 1 potnik + 50 kg (110 lb) tovora
- Dolžina: 6,22 m (20 ft 5 in)
- Razpon kril: 8,50 m (27 ft 11 in)
- Višina: 2,15 m (7 ft 1 in)
- Površina kril: 9,94 m2 (107,0 sq ft)
- Teža praznega letala: 318 kg (701 lb)
- Bruto teža: 472,5 kg (1.042 lb)
- Maks. vzletna teža: 600 kg (1.323 lb)
- Kapaciteta goriva: 126 L (28 imp gal), 120 L (26 imp gal) uporabno
- Pogon letala: 1 × Rotax 912S Vodno hlajeni, 4-valjni 4 taktni motor, 75 kW (101 hp)

Zmogljivost
- Maks. hitrost: 230 km/h (143 mph; 124 kn)
- Potovalna hitrost: 207 km/h (129 mph; 112 kn)
- Hitrost pri porušitvi vzgona: 65 km/h (40 mph; 35 kn)
- Neprekoračljiva hitrost: 301 km/h (187 mph; 163 kn)
- Doseg: 1.266 km (787 mi; 684 nmi)
- Višina leta: 4.572 m (15.000 ft)
- Hitrost vzpenjanja: 4,9 m/s (960 ft/min)
- Obremenitev kril: 61 kg/m2 (12 lb/sq ft)
- Razmerje moč/teža: 0,076 KM/lb (0,120 kW/kg)